# Kadeški napisi
Zapisi o Kadešu so vrsta egipčanskih hieroglifskih zapisov, ki opisujejo Bitko pri Kadešu (1274 pr. n. št.). Kombinirani dokazi v obliki besedil in reliefov na zidovih nudijo najbolje dokumentiran opis bitke v vsej stari zgodovini.
Egipčanska različica bitke pri Kadešu je zabeležena v dveh glavnih pripovedih, znanih kot Bilten ali Poročilo in Pesem, ki sta pogosto postavljeni ena ob drugi na mestih, kjer sta bili vrezani. Poleg tega nekateri reliefi, prav tako vrezani na istem mestu, nudijo slikovne upodobitve bitke. Nekateri učenjaki te pripovedi delijo na tri. Bilten se ponovi sedemkrat, Pesem osemkrat, razpršeni po templjih v Abidosu, Luksorju, Karnaku, Abu Simbel in Ramesseumu ter dveh hieratičnih papirjih.

## Pesem
Pesem Pentaur (pntAwr.t), ki jo običajno kratko imenujemo Pesem, je poznana iz osmih zapisov, in našteva ljudstva, ki so prišla v Kadeš kot zavezniki Hetitiov. Med njimi so nekatera Ljudstva z morja in mnogi drugi narodi, ki so kasneje sodelovali v bitkah 12. stoletja pr. n. št. (glej Bitka pri Kadešu).

## Bilten
Bilten ali Poročilo je pravzaprav dolga pripomba, ki spremlja reliefne slike.
Sedem izvodov je danes še vidnih na templjih v Abidosu, Karnaku, Luksorju in Abu Simbel z reliefi, ki prikazujejo bitko.

## Drugi zapisi
Poleg teh obsežnih predstavitev obstajajo tudi številni kratki zapisi, ki se uporabljajo za opisovanje različnih dogodkov bitke.
Poleg inskripcij je hieratična kopija Pesmi ohranjena v Raifet-Sallier papirusu, pri čemer je prvi list izgubljen, drugi list ("Papirus Raifet") je v Louvre, tretji list ("Papirus Sallier III") pa v Britanskem muzeju., vendar je to "nepravilna kopija celotnega besedila".
Klinopisne omembe bitke so bile najdene v Hatuši, vključno s pismom Ramzesa II. Hatušiliju III., ki je bilo napisano kot odgovor na posmehljivo pritožbo Hatušilija III. glede faraonove zmagovite upodobitve bitke. , vendar pa ni bilo odkritih nobenih zapisov, ki bi to lahko opisali kot del kampanje. Namesto tega obstajajo različna sklicevanja nanj v kontekstu drugih dogodkov.

### Zapisi
- Abu Simbel, Veliki tempelj, severna stena prve dvorane[8]

- Ramesseum, zahodna stran prvega pilona[9]

- Luksor tempelj, pilon, južna stran[10]

### Reliefi
- Abidos, tempelj Ramzes II.a, zunanje stene[11]

- Ramesseum, prvi pilon[12]

- Ramesseum, drugi pilon[13]

- Karnak[14]

- Abu Simbel pilon: [15]

- Tempelj  el-Derr [16]

- Abu Simbel, Veliki tempelj severna stena prve dvorane[17]

## Galerija
- Abydos

- Luxor

- Karnak

- Ramesseum

- Abu Simbel